# بوب رافيلسون
بوب أو روبرت رافيلسون (بالإنجليزية: Bob Rafelson)‏ من مواليد 21 فبراير 1933 هو مخرج ومنتج أفلام أمريكي. يعتبر واحداً من مؤسسي حركة هوليوود الجديدة في السبعينيات. ومن بين أفضل أفلامه المعروفة خمس قطع سهلة (1970)، و ملك حدائق مارفن ‏ (1972)، و ساعي البريد دائما يقرع مرتين (1981). كما كان واحدًا من مؤسسي مجموعة البوب المونكيز والمسلسل التليفزيوني الخاص بهم المونكيز كما أسس شركة رايبرت بي بي سي للإنتاج مع شريكه بيرت شنايدر. كانت زوجته الأولى مصممة الإنتاج توبي كار رافيلسون. ابنه الأكبر هو مؤلف الأغاني بيتر رافيلسون، الذي شارك في كتابة الأغنية الناجحة افتح قلبك "Open Your Heart" لمادونا.

## النشأة
ولد رافيلسون لعائلة يهودية في[2] في[2] في مدينة نيويورك. كان عمه كاتب السيناريو والكاتب المسرحي سامسون رافيلسون ‏، مؤلف مغني الجاز، الذي كتب تسعة أفلام للمخرج إرنست لوبيتش. وقال رافيلسون للناقد دايفيد تومسون «لقد اهتم سامسون بعملي.» «إذا أحب عملي، فأنا ابن أخته المفضل. لكن إذا لم يعجبه، كنت نسيبه البعيد!» كان لدى رافيلسون أخاً كبيراً، يدعى دونالد، والذي حصل على منحة دراسية من مدرسة باولينغ الثالوث.
عندما كان في سن المراهقة، كان يهرب في كثير من الأحيان من المنزل لإتباع أسلوب حياة المغامر، بما في ذلك ركوب روديو في أريزونا واللعب في فرقة موسيقى الجاز في أكابولكو. بعد دراسة الفلسفة في كلية دارتموث (حيث كان قد أقام صداقة مع كاتب السيناريوباك هنري بوك هينري)، شارك رافيلسون في الجيش الأمريكي وتمركز في اليابان. عمل في اليابان كمونسق موسيقي، وترجمة الأفلام اليابانية وكان مستشارًا لشركة شوتشيكو للأفلام فيما يتعلق باللأفلام الناجحة مالياً في الولايات المتحدة. في مقابلة مع الناقد بيتر تونغويت، قال إنه كان مفتونًا بالأفلام التي شاهدها في اليابان: «كنت أشاهد أفلام الأوزو مرارًا وتكرارًا. كنت منوماً مغناطيسياً من سكون إطارها، ودقتها في الصنع» وأضاف: «لذا افترض أن إبداعي قد تطور من النظر إلى أنواع معينة من الأفلام مثل بيرجمان والأوزو وجون فورد، إن فعلت».
باك هنري
بدأ رافيلسون بمواعدة توبي كار في المدرسة الثانوية وتزوجا لاحقا في منتصف الخمسينات. كان لدى الزوجين طفلين: بيتر رافيلسون، من مواليد عام 1960، وجولي رافيلسون، من مواليد عام 1962. كانت توبي رافيلسون مصممة للإنتاج في العديد من الأفلام لزوجها، بما في ذلك خمس قطع سهلة ، ملك حدائق مارفن ، و أبقى جائعا.

## المهنة التلفزيونية المبكرة
كان أول عمل احترافي لرافيلسون هو تحرير قصة في مسلسل مسرحية من الأسبوع ‏ للمنتج دايفيد ساسكيند ‏ في عام 1959. أنتج مسرحيات متلفزة من مؤلفين معاصرين وكلاسيكيين. تطلب من رافيلسون قراءة المئات من المسرحيات، واختيار ما سيتم إنتاجه، وكتابة بعض الحوارات الإضافية الغير المعتمدة. كانت أرصدة كتاب رافيلسون الأولى عن حلقة من المسلسل التلفزيوني الشاهد في عام 1960 وحلقة في مسلسل أعظم العروض على وجه الأرض في عام 1963.
في يونيو 1962، انتقل رفيلسون وعائلته إلى هوليوود، حيث بدأ العمل كمنتج مشارك في البرامج التلفزيونية والأفلام في يونيفرسال بيكتشرز وريفو للإنتاج ودسليو للإنتاج وسكرين جيمز.
أثناء العمل على المسلسل التلفزيوني في عام 1965، التقى رافيلسون مع زميله المنتج بيرت شنايدر. وسرعان ما أصبحوا أصدقاء وأنشأوا شركة رايبيرت للإنتاج معاً في ذلك العام. أصبحت رايبيرت فيما بعد باسم إنتاجات بي بي سي وإنتاج الأفلام كشركة تابعة لـ كولومبيا بيكنشرز. ألهمهم فيلم البيتلز آ هارد دايز نايت والبيتلمينيا (هوس البيتلز) بشكل عام، وكان أول مشروع لـ رافيلسون وشنايدر عبارة عن مسلسل تلفزيوني حول فرقة روك أند رول. ومع ذلك، قال رافيلسون: «لقد صممت العرض قبل ظهور فرقة البيتلز» ، وكان يعتمد على وقته كموسيقي متجول أكثر من أن يكون مهتمًا بالمتعة بدلاً «في كسب لقمة العيش». باعت شركة رايبيرت للإنتاج الفكرة إلى سكرين جيمز، وعندما لم يتمكنوا من الحصول على فرقة «دايف كلارك فايف» أو «لوفن سبونفول» لهذا العرض، عرضوا الإعلانات على دايلي فارايتي وهوليوود ريبورتر للموسيقيين. الفرقة التي أنشأوها كانت فرقة المونكيز والمسلسل التابع لهم من عام 1966 حتى 1968.
حقق المونكيز نجاحًا على الفور مع الجماهير، وعلى الرغم من كونه منتجاً مصنَّعاً، إلا أنه كان شائعاً بشكل خاص لدى الشباب في ذلك الوقت. فاز رافيلسون وشنايدر بجائزة إيمي لأفضل مسلسل كوميدي كمنتجين في عام 1967. وقال رافيلسون إن «العرض كله تم إنشاؤه في غرفة التحرير. كان الإيقاع ذو أهمية قصوى... كان علي أن أقوم بتوجيه واحد أو اثنين من البرامج للتلفزيون لتحديد نمط كيفية القيام بهذه الأشياء.» وكان رافيلسون قد قال إن «من بين الـ32 عرض، تم توجيه 29 عرضاً من قبل أشخاص لم يسبق لهم توجيههم من قبل، بما في ذلك أنا. لذا، بدأت بفكرة استخدام المدراء الجدد غير المرهنين بطرق التفكير التقليدي على تلك السلسلة واستمروا في الأفلام التي قمنا بها في وقت لاحق». واستشهد بالمسلسل «يختلف اختلافاً جذرياً في مجال الكوميديا والقيام بها لمدة نصف ساعة لأنه كانت هناك مقابلات تم توزيعها وكانت هناك لقطات وثائقية.»

## بداية المهنة السينمائية
سمح نجاح رافيلسون وبيرت شنايدر المكتشف حديثا بالحصول على تمويل أكبر لمنتجات رايبيرت وإنشاء شركة سجل كولجيمز. وكان مشروعهم التالي هو فيلم «رأس» ، وهو فيلم روائي طويل من بطولة المونكيز. شارك في كتابته مع صديقه جاك نيكلسون، وشارك في ظهور نيكولسون، وفيكتور متور، وتري غار، وكارول دودا ‏، وآنيت فونيكلو، وفرانك زابا، وسوني ليستون، وتيموثي كاري، وراي نيتشكه، ودينيس هوبر، وكان أول ظهور لرافيلسون كمخرج. قال رافيلسون: «بالطبع، فيلم رأس مختلف تماماً. من بين الأسباب الأخرى لصناعة هذا الفيلم هو أنني أعتقد بأني لن أتمكن أبداً من إنتاج فيلم آخر، لذلك يمكنني أيضاً إنشاء خمسين أغنية للبدء بها ووضعها جميعها في نفس الميزة».
كان مشروع رايبرت القادم، السائق البسيط، من إخراج دنيس هوبر، عرض لأول مرة في مهرجان كان السينمائي لعام 1969 وتم إصداره في يوليو 1969، سرعان ما أصبح ظاهرة ثقافية. أعطى نجاح الفيلم رايبرت الأموال الكافية والنفوذ لمتابعة مشاريع أكثر طموحاً. وسرعان ما أضاف رافيلسون وشنايدر صديق طفولة شنايدر ستيفن بلاونر ‏ إلى شركتهم وأصبح اسمها إنتاجات بي بي سي (بيرت، بوب وستيف). كان أول مشروع لـ بي بي سي، وهو خمس قطع سهلة، هو فيلم رافليسون الثاني الذي تم تصويره عام 1969. شرح رافيلسون الفكرة وراء بي بي سي: «كانت فكرتي أن هناك الكثير من المواهب هنا في الولايات المتحدة ولكن فكرت قليلاً في التعرف على هذا الأمر، ففكرت أنه بإمكاننا فعل ذلك معاً، لكن على بيرت أن يديره.» 
كتب خمس قطع سهلة من قبل رافيلسون وكارول ايستمان (تحت الاسم المستعار ادريان جويس) وبطولة جاك نيكلسون وكارين بلاك وسوزان انسباش. وأدى نيكولسون دور بوبي دوبيا، لاعب البيانو الكلاسيكي الموهوب الذي يعمل على منصة بترول في كاليفورنيا، ويقضي معظم وقته في شرب البيرة ولعب البولينج مع صديقته الرايتية (بلاك). يظل بوبي مستاءًا بشكل دائم وغير ملتزم، يعلم بوبي من أخته أن والده أصيب بسكتة دماغية ويقرر العودة إلى منزل عائلته في جزر سان خوان في ولاية واشنطن. يذهب هو وراييت في رحلة على الطريق إلى واشنطن، حيث يلتقطان اثنين من متسلقي الهوكي على طول الطريق و (في المشهد الأكثر شهرة للفيلم) عندما يتجادل مع النادلة في المطعم ليتناول مخفوق البيض مع التوست. وصف رافيلسون بوبي بأنه «رجل غير متناسب مع مشاعره.»
حقق الفيلم نجاحًا ماليًا، حيث حصل على 18 مليون دولار، وتم ترشيحه لأربع جوائز أوسكار: لأفضل فيلم وأفضل ممثل (جاك نيكلسون) وأفضل ممثلة مساعدة (كارين بلاك) وأفضل سيناريو أصلي. كما حصل على جائزة نقاد السينما في نيويورك ‏ لأفضل مخرج وأفضل فيلم لعام 1970. الناقد السينمائي دايفيد روبنسون دعا رافيلسون انه «مخرج جديد يستخدم الفيلم ببراعة الروائي، ولكن دون أن يفقد أياً من التركيز والإمكانات الاقتصادية في خلط السينما الفريدة من الصورة والصوت».
كان فيلم رافيلسون التالي هو ملك حدائق مارفن ‏، الذي صدر في عام 1972 من خلال شركة بي بي سي للإنتاج. كتب الفيلم جايكوب براكمان من قصة لرافيلسون وبراكمان، وقام ببطولته جاك نيكلسون وبروس ديرن وإلين بورستين وجوليا آن روبنسون وسكاتمان كروذرس وتشارلز لافين. يشير العنوان إلى نسخة أتلانتيك سيتي الأصلية من لوحة لعبة مونوبولي.
في أغسطس 1973 توفيت ابنة رافيلسون البالغة من العمر 10 سنوات، متأثرة بجراح عندما انفجر موقد غاز البروبان في منزل رافيلسون. بعد فترة وجيزة تم تشخيص توبي رافيلسون بالسرطان، لكنها تعافت في نهاية المطاف. على الرغم من أنهما انفصلا في وقت لاحق، إلا أنهم ظلوا أصدقاء مقربين.

## في وقت لاحق من المهنة السينمائية
في عام 1978 بدأ رافيلسون بإنتاج فيلم بروبكر، بطولة روبرت ريدفورد، يافيت كوتو، جين كويغلي ومورغان فريمان. كان قد أمضى عدة أيام في أحد السجون الأمنية العليا للبحث عن الفيلم. تم طرد رافيلسون من الفيلم بعد عشرة أيام بعد إصدارة وتم استبداله من قبل ستيوارت روزنبرج.
في عام 1981 أخرج رافيلسون ساعي البريد دائماً يقرع مرتين، استنادا إلى رواية جيمس كاين التي اشتهر في فيلم عام 1946 مع جون غارفيلد ولانا تيرنر. تمت كتابة هذا الإصدار من قبل دايفيد ماميت - أول سيناريو لكاتب المسرحية - وبطولة جاك نيكلسون وجيسيكا لانج. في الفيلم، أدى نيكولسون دوراً في عصر الكساد الحاد والذي يحدث على العشاء الريفي ويتدخل مع زوجة المالك في مؤامرة لقتل زوجها. قال رافيلسون عن استقبال الفيلم: «إن النقاد في أمريكا - على الأقل عندما خرجوا، والآن تحولوا - لم يعجبهم كثيراً، لكن في فرنسا وألمانيا وروسيا وفي الأماكن التي سافرتها خلال صناعة هذا الفيلم، يبدو أن واحدة من الأفلام التي معظمهم أعجبتهم بسبب طبيعتها الرومانسية غير المتوقعة.»
في عام 1987، أخرج رافيلسون فيلم الأرملة السوداء، من بطولة ديبرا وينجر وتيريزا راسل. حصل الفيلم على آراء إيجابية، حيث كتب بول أتاناسيو، الناقد في الواشنطن، أن «الرائع في الأرملة السوداء هي مباهج الفيلم المصنّع بشكل جيد، وهو التصوير السينمائي لقاعة كونراد، وتصميم إنتاج جين كالاهان، وهو فيلم رائع» كما ظهر دينيس هوبر، ونيكول وليامسون، وديان لاد.

## فيلموغرافيا

### أبرزها
- 1968 رأس
- 1970 خمس قطع سهلة
- 1972 ملك حدائق مارفن  [لغات أخرى]‏
- 1976 أبقى جائعاُ  [لغات أخرى]‏
- 1981 ساعي البريد دائماً يقرع مرتين
- 1987 الأرملة السوداء
- 1990 جبال القمر
- 1992 مشكلة رجل
- 1996 دم ونبيذ  [لغات أخرى]‏
- 1998 ينابيع بوديل (فيلم تلفزيوني)  [لغات أخرى]‏
- 2002 عمل غير جيد  [لغات أخرى]‏

### مسلسلات وأفلام قصيرة
- 1966–1968 المونكيز (6 حلقات)
- 1981 تواضع (فيلم قصير)
- 1983 طوال الليل  [لغات أخرى]‏ (فيديو موسيقيللاينل ريتشي)
- 1995 الرد المسلح (حلقة من مسلسل بيكتشر ويندوز  [لغات أخرى]‏)
- 1995 مبلل (فيلم قصير منرواية إيروتيكا  [لغات أخرى]‏)
- 2002 بعد ذلك (فيلم وثائقي تلفزيوني)

### الإنتاح
- 1966–1968 المونكيز
- 1969 السائق البسيط (غير معتمد)
- 1971 آخر فيلم
- 1971 آخر عرض صور (غير معتمد)
- 1973 الأم والعاهرة (غير معتمد)

## وصلات خارجية
- بوب رافيلسون على موقع IMDb (الإنجليزية)
- بوب رافيلسون على موقع الموسوعة البريطانية (الإنجليزية)
- بوب رافيلسون على موقع مونزينجر (الألمانية)
- بوب رافيلسون على موقع ألو سيني (الفرنسية)
- بوب رافيلسون على موقع ميوزك برينز (الإنجليزية)
- بوب رافيلسون على موقع أول موفي (الإنجليزية)
- بوب رافيلسون على موقع قاعدة بيانات الأفلام السويدية (السويدية)
- بوب رافيلسون على موقع إن إن دي بي (الإنجليزية)
- بوب رافيلسون على موقع ديسكوغز (الإنجليزية)
- بوب رافيلسون على موقع قاعدة بيانات الفيلم (الإنجليزية)